# Eckerö Line

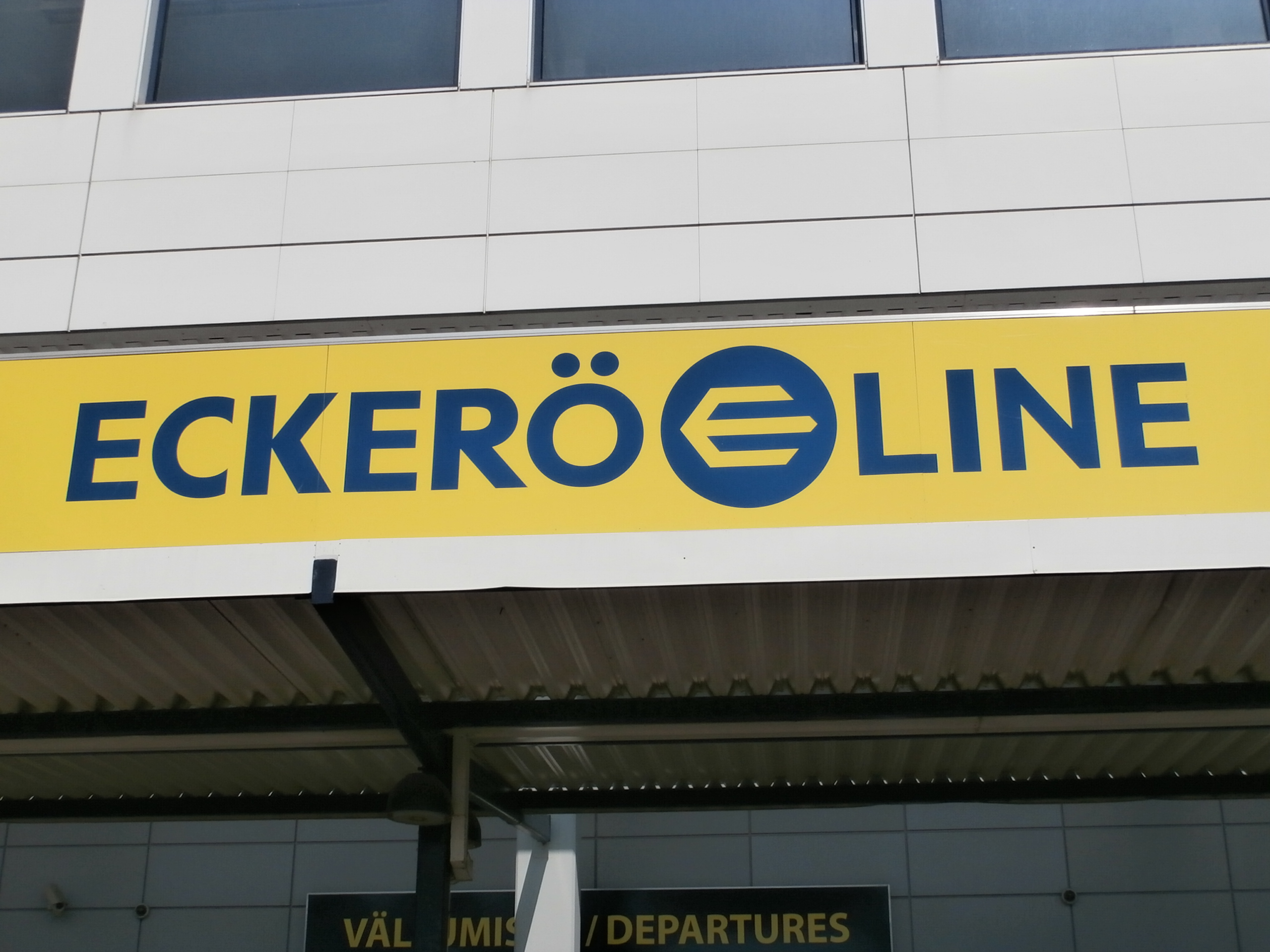
Terminal de Tallinn.

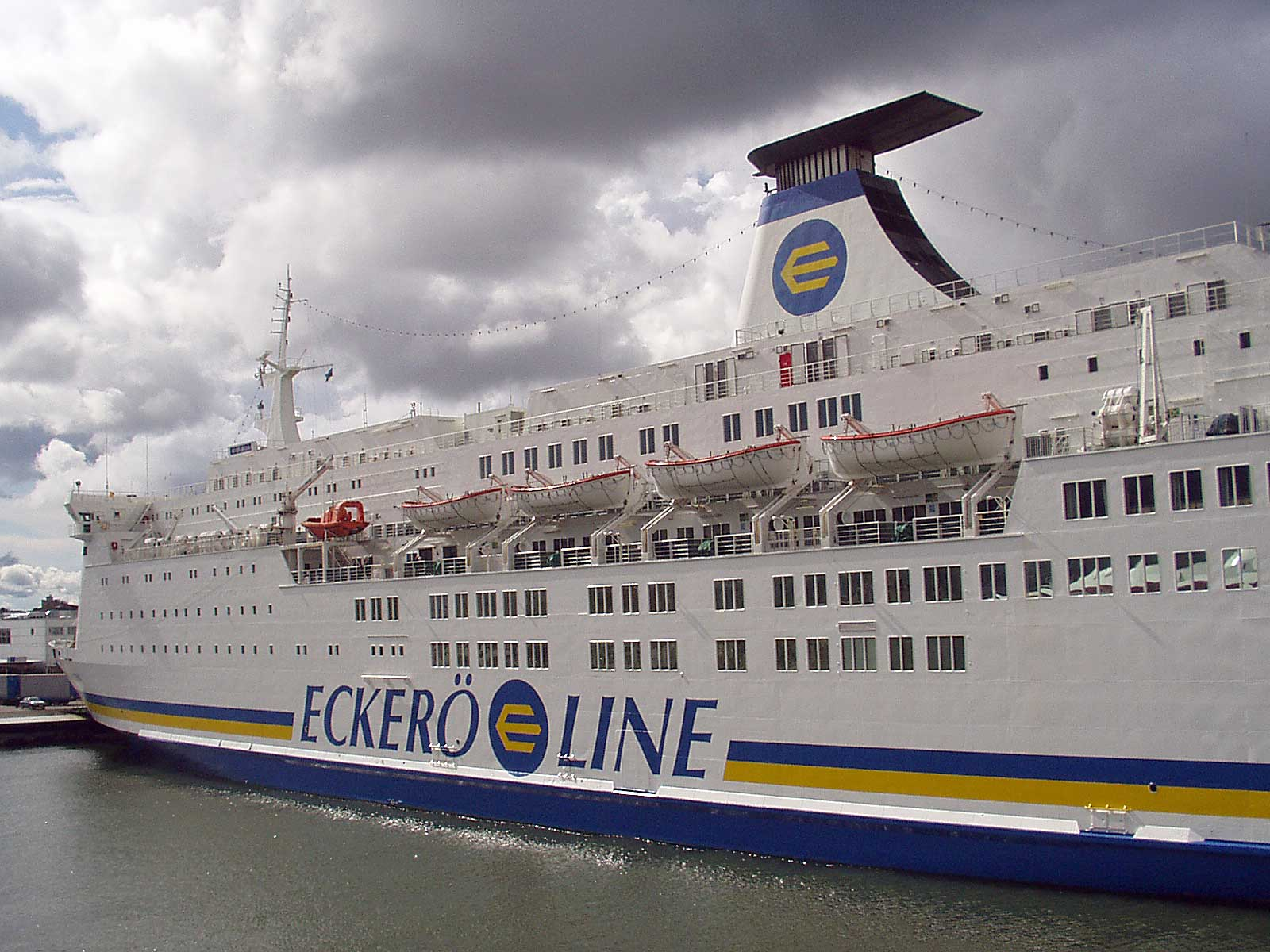
Le Nordlandia à Tallinn en Estonie.

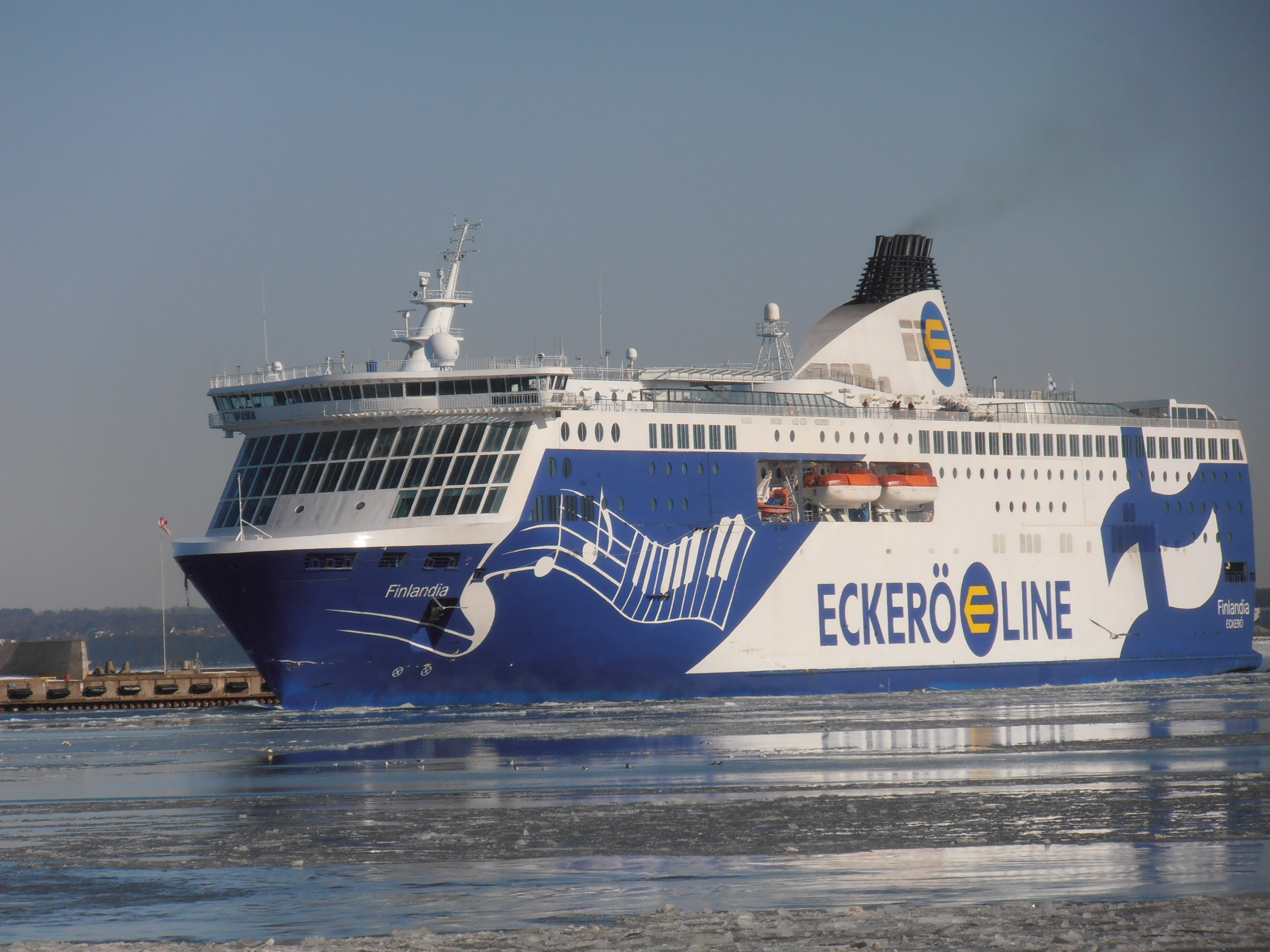
Le Finlandia à Tallinn en Estonie.

Eckerö Line est une compagnie maritime finlandaise créée en 1995 à Helsinki en Finlande. Elle effectue les liaisons entre l'Estonie et la Finlande.

## Histoire
En 1992, les compagnies maritimes Rederiaktiebolaget Eckerö et Birka Line fonde une filiale, Eestin Linjat, consistant à effectuer des rotations entre Helsinki et Tallinn avec un navire, l'Alandia. Le nom de la société aurait été choisi pour des raisons pratiques, car il fallait changer le logo Eckerö Linjen en Eestin Linjat (ou vice versa). De même, la livrée d'Eestin Linjat était très similaire à celle d'Eckerö Linjen. Toutefois, en raison de l'utilisation du mot Eesti (Estonie), les passagers ont crû que la compagnie était estonienne. Cela a été pire après le naufrage de l'Estonia en 1994 lorsque de nombreuses personnes en Finlande ont commencé à associer Eestin Linjat avec EstLine, les propriétaires du navire qui a fait naufrage. À la suite de cette confusion, Eestin Linjat change de nom et devient Eckerö Line à partir de 1995 (la livrée des navires reste identique à celle d'Eckerö Linjen). Dans le même temps, la compagnie affrète un second navire, l'Apollo, le sister-ship de l'Alandia.
En 1998, Eckerö Line fait l'acquisition de son premier cruise-ferry, le Nordlandia, qui remplace les deux précédents navires naviguant sur la route Helsinki—Tallinn. Le Nordlandia a aussi apporté un léger changement dans la livrée de la compagnie, les caractères sur la coque du navire ont été modifiés en remplaçant le caractère gras par un caractère en italique. En mai 2004, Eckerö Line achète un cargo mixte, le Translandia, comme un second navire pour la route Helsinki—Tallinn afin de répondre à la forte demande de capacité de fret depuis que l'Estonie a rejoint l'Union européenne. En février 2012, la compagnie fait l'acquisition pour 90 millions d'euros du Moby Freedom de la compagnie italienne Moby Lines. Le navire est renommé Finlandia et est mis en service sur Helsinki—Tallinn pour remplacer le Nordlandia.

## Flotte
| Nom         | Nombres de Passagers | Nombre de Véhicules | Année de construction |
| ----------- | -------------------- | ------------------- | --------------------- |
| Finlandia   | 2 200                | 665                 | 2001                  |
| Nordlandia  | 2 000                | 530                 | 1981                  |
| Translandia | 63                   | ?                   | 1976                  |

## Routes
Tallinn ↔ Helsinki